# Малостидинська сільська рада
Малостидинська сільська́ ра́да — орган місцевого самоврядування в Костопільському районі Рівненської області. Адміністративний центр — село Малий Стидин.

## Загальні відомості
- Малостидинська сільська рада утворена в 1939 році.
- Територія ради: 48,937 км²
- Населення ради: 1 044 особи (станом на 2001 рік)
- Територією ради протікає річка Мельниця.

## Населені пункти
Сільській раді підпорядковані населені пункти:
- с. Малий Стидин
- с. Майдан

## Склад ради
Рада складається з 16 депутатів та голови.
- Голова ради: Король Людмила Аполлінаріївна
- Секретар ради: Хомич Людмила Іванівна

### Керівний склад попередніх скликань
| Прізвище, ім'я, по батькові   | Основні відомості                                                                    | Дата обрання | Дата звільнення |
| ----------------------------- | ------------------------------------------------------------------------------------ | ------------ | --------------- |
| Король Людмила Аполлінаріївна | Сільський голова, 1959 року народження, освіта вища, позапартійна                    | 26.03.2006   | 31.10.2010      |
| Король Людмила Аполлінаріївна | Сільський голова, 1959 року народження, освіта вища, Політична партія «Наша Україна» | 31.10.2010   |                 |

Примітка: таблиця складена за даними сайту Верховної Ради України